# Ruta Nacional 9 (Argentina)
La Ruta Nacional 9, o simplemente Ruta 9, es una carretera argentina que une la Ciudad de Buenos Aires con la frontera boliviana. En su curso atraviesa las 7 provincias de Buenos Aires, Santa Fe, Córdoba, Santiago del Estero, Tucumán, Salta y Jujuy, pasando por las ciudades capitales de las últimas cinco provincias. Esta carretera une las tres ciudades con mayor cantidad de habitantes del país: Buenos Aires, Córdoba y Rosario. Tiene en total 1967 kilómetros de longitud.
Se la considera un ramal de la Carretera Panamericana, al punto que en el tramo que corresponde al Gran Buenos Aires es más conocida por el apodo de Ruta Panamericana que por su denominación oficial, pese a que el ramal principal de aquella carretera continental es la Ruta Nacional 7 que conecta Buenos Aires con Santiago de Chile.

## Historia

### Antecedentes
El origen de esta ruta se remonta al Camino Real del Perú, que era utilizado desde la época colonial para realizar el recorrido desde Buenos Aires, pasando por Córdoba, Santiago del Estero, San Miguel de Tucumán, Salta, San Salvador de Jujuy, Potosí, llegando hasta el Perú. El tramo entre Buenos Aires y el sur de lo que hoy en día es la Provincia de Córdoba estaba compartido con el Camino Real del Oeste que continuaba hacia San Luis, Mendoza y Santiago en Chile. Dicho camino tenía un sistema de postas cada 40 km (unas 7 leguas) en la que los caballos y viajeros podían descansar.
Luego de la aparición del ferrocarril, en la segunda mitad del siglo XIX, este camino perdió importancia, ya que con el nuevo medio de locomoción se podía viajar más rápidamente que con carreta y en cualquier clima. El primer tren arribó a La Quiaca el 30 de diciembre de 1907.
Con el advenimiento del transporte automotor, el Estado Nacional decidió hacer caminos que recorrieran toda la república. En 1936 se asignó la denominación Ruta Nacional 9 al camino de Buenos Aires a La Quiaca. En 1943 se abrió el camino al tránsito en toda su extensión, si bien la mayoría de su recorrido era de tierra.
La carretera compitió contra el ferrocarril quitándole pasajeros y cargas. El último tren de pasajeros a La Quiaca llegó en diciembre de 1993, mientras que el último de cargas lo hizo en julio de 1994.

### Pavimento

Cambio de traza de la Ruta Nacional 9 en 1943.

Los tramos entre Buenos Aires y Campana, y entre San Nicolás y Rosario (la sección entre Campana y San Nicolás aún continuaba de tierra) están pavimentados desde el 27 de diciembre de 1936. La obra llegó a Córdoba el 5 de junio de 1937. Debe mencionarse que la Ruta Nacional 9 tenía un trazado diferente en esa época, ya que el camino pasaba por Pilar hasta Pergamino por la traza de la actual Ruta Nacional 8,  luego se desviaba hacia el norte por la actual Ruta 188 en dirección a San Nicolás de los Arroyos, desde allí, por la ruta provincial 098-06 hasta el límite con la provincia de Santa Fe, donde se continúa por la  RP 21 , hasta la ciudad de Rosario.
El camino entre la Plaza del Congreso en Buenos Aires y la Plaza San Martín en Córdoba tenía 768 km de extensión, con 42 puentes, 1412 alcantarillas y 17 pasos a nivel, con un costo de 41.000.000 de pesos moneda nacional, equivalentes a 12.000.000 de dólares de esa época.
En 1939 se completó el acceso a Buenos Aires desde Pilar, pasando por Campo de Mayo y San Martín.
En esa época el tramo Buenos Aires - General Pacheco - Campana - Zárate pertenecía a la Ruta Nacional 12. En 1943 la Provincia de Buenos Aires le transfirió a la Nación el camino Campana - San Nicolás en construcción, incorporándose a la Ruta Nacional 9, junto con el tramo Buenos Aires - Campana de la Ruta 12. De esta manera la distancia entre las dos ciudades más habitadas de la Argentina se acortaba notablemente. Se puede observar en el mapa adjunto la nueva traza de la Ruta Nacional 9 en rojo, mientras que la vieja traza se encuentra en color verde.
En 1950 la Dirección Nacional de Vialidad pavimentó el tramo Ramallo a San Nicolás de los Arroyos, entre 1952 y 1953 se terminó el tramo Campana al paraje Atucha y en 1956 se terminó el pavimento de la Ruta 9 de Buenos Aires a Rosario.
Al asfaltar el camino en la provincia de Santiago del Estero a fines de la década de 1960 y principios de 1970, no se utilizó la traza original de la ruta sino que se la rectificó, quedando la vieja carretera de ripio a varios kilómetros de la nueva. La modificación más importante de la traza se verificó en el tramo de la ciudad de Santiago del Estero a Termas de Río Hondo, donde el camino original se encontraba junto al río Dulce, pasando por las localidades de Morales, Villa Jiménez y Los Núñez. Al hacer un camino recto entre ambas ciudades, más al sur, ambos caminos quedaron separados por casi 15 km.
Luego del cambio de traza ocurrido en 1979, la ruta estaba totalmente pavimentada excepto el tramo al norte de Humahuaca, en la Provincia de Jujuy, que era un camino consolidado. Las obras para finalizar la ruta comenzaron en 1997 y se extendieron hasta el 30 de abril de 2004, inaugurándose el 21 de enero de 2005.

### Calzada dividida

#### Autopista Buenos Aires - Rosario

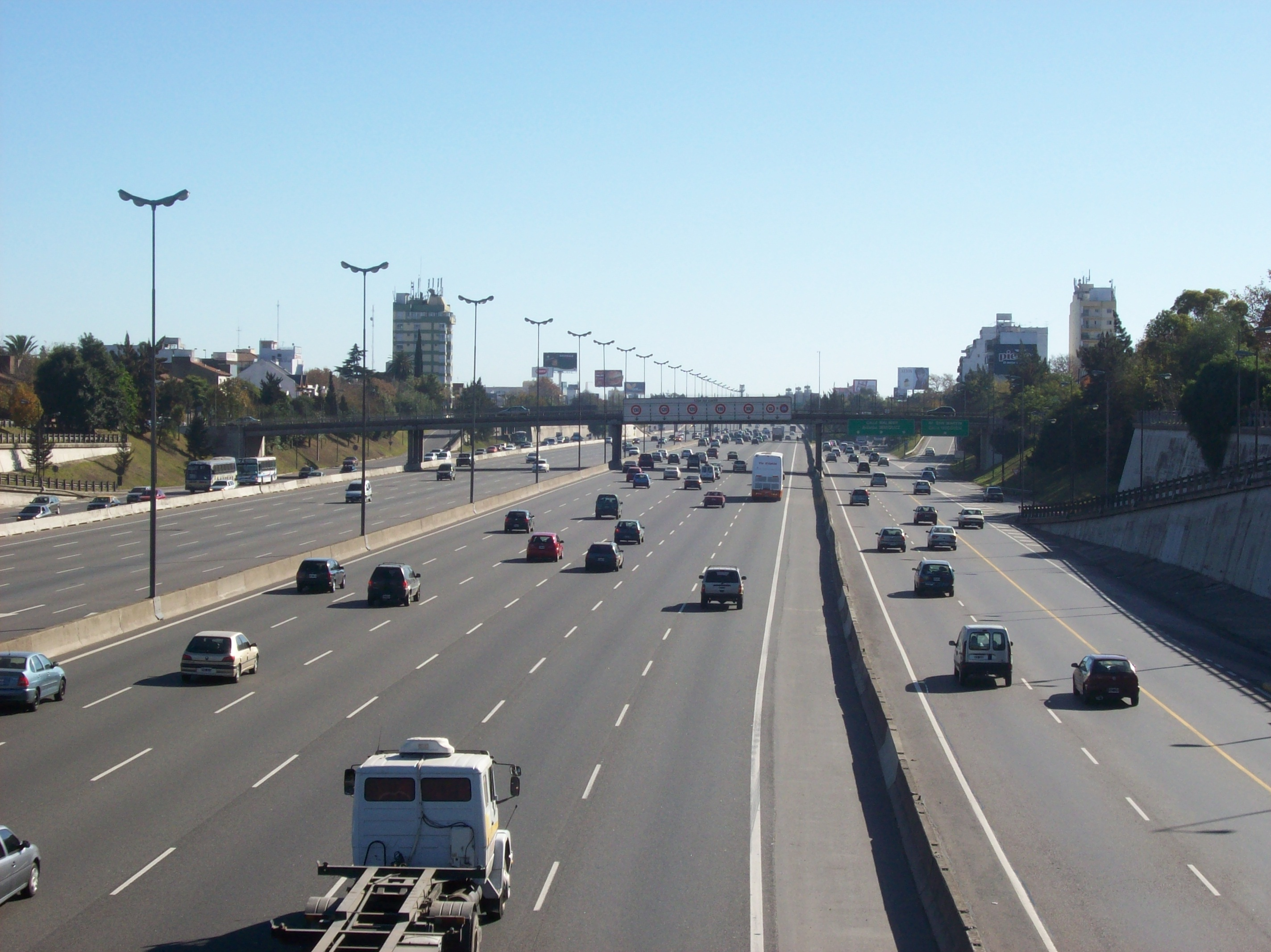
Acceso Norte en el km 13 en Florida, partido de Vicente López.

El tramo que discurre por el Gran Buenos Aires hasta el acceso al puerto de Campana es parte del Acceso Norte. En el sector delimitado por la Avenida General Paz y el inicio de la Ruta Nacional 8 lleva el nombre de Autopista Pascual Palazzo. Este tramo es conocido por la población como la «Autopista Panamericana», o simplemente, «La Panamericana», ya que, como se dijo antes, la ruta 9 forma parte de la carretera Panamericana (decreto 17/1981).

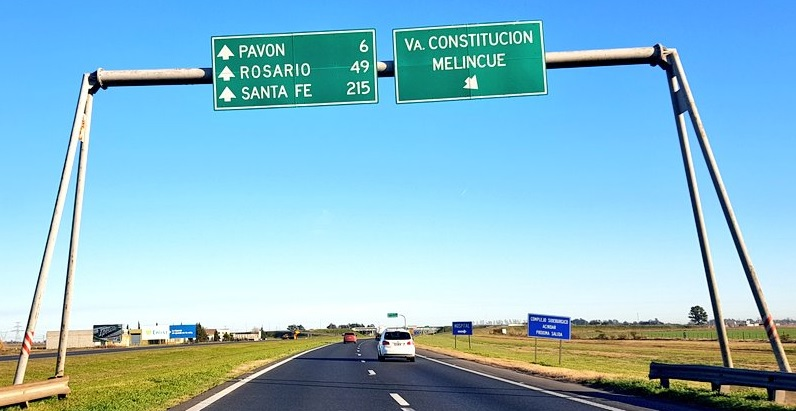
Autopista Rosario - Buenos Aires, en territorio santafesino.

En 1943 la Dirección Nacional de Vialidad presentó un plan de accesos a la Ciudad de Buenos Aires. Sobre la base de dicho plan a fines de la década de 1940 se comenzó a construir lo que hoy día se conoce como Acceso Norte a la Ciudad de Buenos Aires por una traza diferente a la que por entonces constituía la Ruta Nacional 9, llegando a la ciudad de Garín en 1969. En 1971 se habilitó el tramo Garín a Campana. En 1977 se abrió a la circulación vehicular la autopista de Campana a Zárate, que permitía acceder al Complejo Ferrovial Zárate - Brazo Largo inaugurado ese año. En el año 1978 se inauguró el tramo desde San Nicolás de los Arroyos a Rosario construido por la empresa Semaco a partir del 10 de marzo de 1972. Este tramo se denominó «Teniente General Pedro Eugenio Aramburu» según el Decreto n.º 2146/1979, y desde 2013 se llama «Teniente General Juan José Valle». En 1987 se construyó el último tramo de la autopista, entre Campana y Río Tala.
Entre los años 1994 y 1996 la compañía concesionaria Autopistas del Sol ensanchó el Acceso Norte y construyó colectoras pavimentadas, incluyendo una segunda autopista para uso local entre la Avenida General Paz y Camino del Buen Ayre.

#### Autopista Rosario - Córdoba

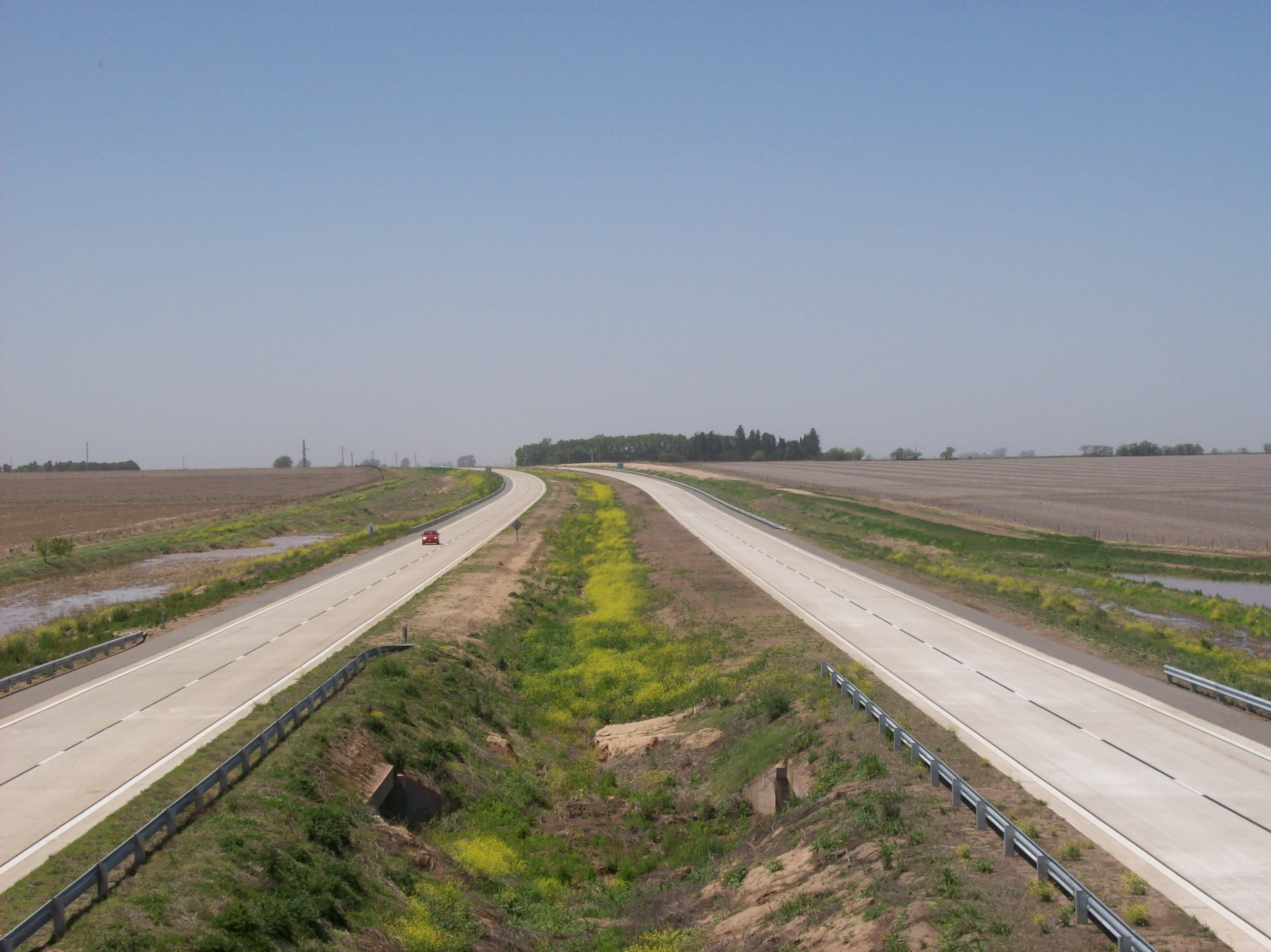
Autopista Rosario-Córdoba en el km 365 desde el puente al sur de la ciudad de Cañada de Gómez.

El proyecto de la autopista Rosario - Córdoba data del año 1970. En este proyecto se decidió la construcción de una autopista entre estas ciudades sobre una nueva traza, dejando el camino original de un carril por sentido de circulación para comunicaciones locales, ya que el trazado se encuentra junto a las vías del Ferrocarril General Bartolomé Mitre, pasando por el centro de las diferentes poblaciones que se desarrollaron en torno a las estaciones del ferrocarril. Trazado que técnicamente se denomina Ruta 1V09 y popularmente llamado Ruta 9 vieja.
El 12 de noviembre de 1986 se licitó la construcción de una autopista entre Córdoba y Villa María, pero la obra no se concretó. Finalmente, la autopista fue iniciada por dos de los concesionarios de esta ruta en la década de 1990 como parte de los contratos de concesión. Los pliegos solo incluían los tramos desde la Avenida de Circunvalación de Córdoba hasta Pilar y desde la Avenida de Circunvalación de Rosario hasta Armstrong. En este último tramo la empresa Covicentro solo construyó el camino hasta Carcarañá.
En el año 2000 el Gobierno Nacional licitó los 109 km entre Pilar y Villa María, con la particularidad que el contrato solo incluía una mano en el tramo desde Oliva a Villa María, siendo el ganador la empresa Benito Roggio e Hijos. En febrero de 2006 el mismo grupo empresario obtuvo la otra mano desde Oliva a Villa María y los 36 km desde Villa María a Ballesteros, mientras que la obra correspondiente al tramo de 62 km entre Ballesteros y Leones quedó a cargo de la empresa Iecsa, del grupo Macri.
El 3 de mayo de 2006 el Gobierno Nacional abrió los sobres de la licitación de los tramos faltantes de la autopista en la Provincia de Santa Fe. La empresa DYCASA se hizo cargo del tramo entre Carcarañá y Armstrong, mientras que a la unión transitoria de empresas (UTE) compuesta por Esuco y Chediack le correspondió la construcción de la autopista entre Armstrong y Tortugas. El último tramo, entre Leones y la intersección con la antigua Ruta 9, fue adjudicado a la unión transitoria de empresas formada por Iecsa y JCR el 9 de septiembre de 2008.
El monto para la construcción de los 312 km de esta autopista entre Carcarañá y Pilar licitados por el gobierno nacional fuera de los contratos con Covicentro y Caminos de las Sierras, que se pagaban mediante peaje, superó los 3226 millones de pesos. El recorrido completo se habilitó al público el 22 de diciembre de 2010, con obras menores por ejecutarse.

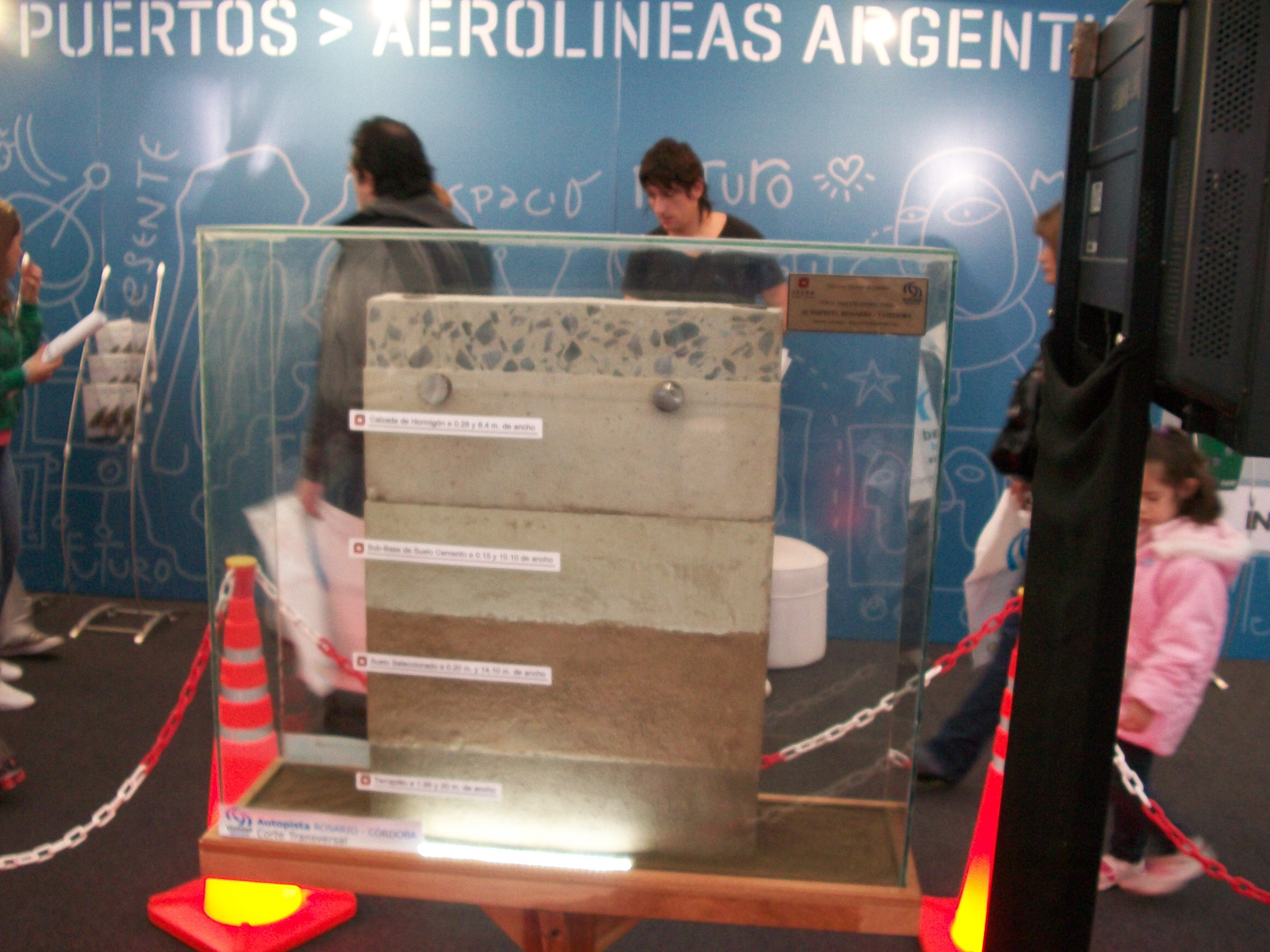
Maqueta donde se exhiben las diferentes capas del suelo de la autopista.

A continuación se detalla la cronología de los diferentes tramos abiertos al público:
- Rosario - Roldán: el primer tramo de la autopista, de 18 km de extensión, fue inaugurado el 22 de octubre de 1999.[21]
- Roldán - Carcarañá: inaugurado el 12 de marzo de 2004.[22]
- Carcarañá - General Roca: el último segmento en la provincia de Santa Fe y un pequeño tramo en la provincia de Córdoba hasta el cruce con la antigua Ruta 9 con una longitud de 76 km quedó habilitado al tránsito el 21 de agosto de 2009.[23]
- General Roca - Leones: el último tramo de esta autopista, con 42 km de longitud, fue abierto al público el 22 de diciembre de 2010, después de poco más de dos años de obras.[20]
- Leones - Bell Ville: el penúltimo tramo construido de esta autopista, con 38 km de extensión, fue inaugurado el 21 de mayo de 2010.[24]
- Bell Ville - Ballesteros: este tramo de 32 km fue habilitado el 21 de agosto de 2009.[25]
- Ballesteros - Villa María: la construcción de este tramo de 30 km entre la Ruta Provincial 2 y la Ruta Nacional 158 comenzó el 24 de abril de 2006 inaugurándose el 5 de marzo de 2009.[26][27]
- Villa María - James Craik: este tramo de 30 km se inauguró el 4 de octubre de 2007.[28]
- James Craik - Oncativo: este tramo de 35 km se habilitó el 17 de abril de 2007.[29]
- Oncativo - Pilar: la construcción comenzó en el año 2000 y se abrió al público el 14 de junio de 2005.[30]
- Pilar - Córdoba: la construcción comenzó en marzo de 1998 y se inauguró en noviembre de 1999.[31] Este tramo forma parte de la Red de accesos a Córdoba.

La empresa concesionaria Cincovial habilitó las cabinas de peaje en Carcarañá el 2 de mayo de 2011 y en James Craik un mes antes.
 El viejo trazado de este tramo de la Ruta Nacional 9, pasó a denominarse  RN 1V09 , y es propiedad de la DNV, por lo que, fueron levantados los dos puestos de cobro de peaje que existían.

#### AutovíaCórdoba - Villa del Totoral
Conecta el tramo Córdoba Capital- Río Carnero y su par nacional, el tramo Río Carnero - Villa del Totoral, incluyendo el derivador hacia la  RN 60 .

Esta autovía, se inicia en la Avenida de Circunvalación en la ciudad de Córdoba y provisoriamente alcanza la ciudad de Juárez Celman. Su denominación oficial es  RN 2V09 

#### Más allá de Villa del Totoral
Sigue siendo solamente un proyecto; la intención era realizarlo antes de 2019 en varias etapas, de las cuales a 2015 no se ha hecho ninguna:
- Villa del Totoral - Termas de Río Hondo
- Termas de Río Hondo - San Miguel de Tucumán
- San Miguel de Tucumán - Tapia
- Tapia - Rosario de la Frontera

#### Provincia de Salta
En la década de 2000 se convirtió la Ruta Nacional 9 en el tramo superpuesto con la Ruta Nacional 34 dentro de la Provincia de Salta en multitrocha, que es un camino de dos carriles por sentido de circulación divididos por una doble banda de pintura amarilla.
En el año 1992 comenzaron las obras para la mejora del camino de 39 km entre el empalme con la Ruta Nacional 34 cerca de General Güemes y la Ciudad de Salta con fondos nacionales y provinciales. Después de la construcción de 28 km, el estado provincial decidió realizar una autovía por lo que el tramo faltante se construyó con dos calzadas. Para construir la calzada faltante en el tramo donde la ruta no era autovía, el gobierno provincial decidió dar en concesión por 25 años la zona de camino a la empresa Aunor, comenzando la percepción del peaje el 6 de marzo de 2001.

### Cambio de traza en 1979
En el año 1979, el Gobierno Nacional emitió el Decreto 1595, mediante el cual, se hacía un traspaso de varias rutas nacionales a la jurisdicción provincial y viceversa. Esto no solo cambió el mapa rutero argentino, sino también el recorrido de varias rutas. A continuación se enumeran puntualmente, los cambios en la Ruta Nacional 9 debido a este decreto.

#### Gran Buenos Aires

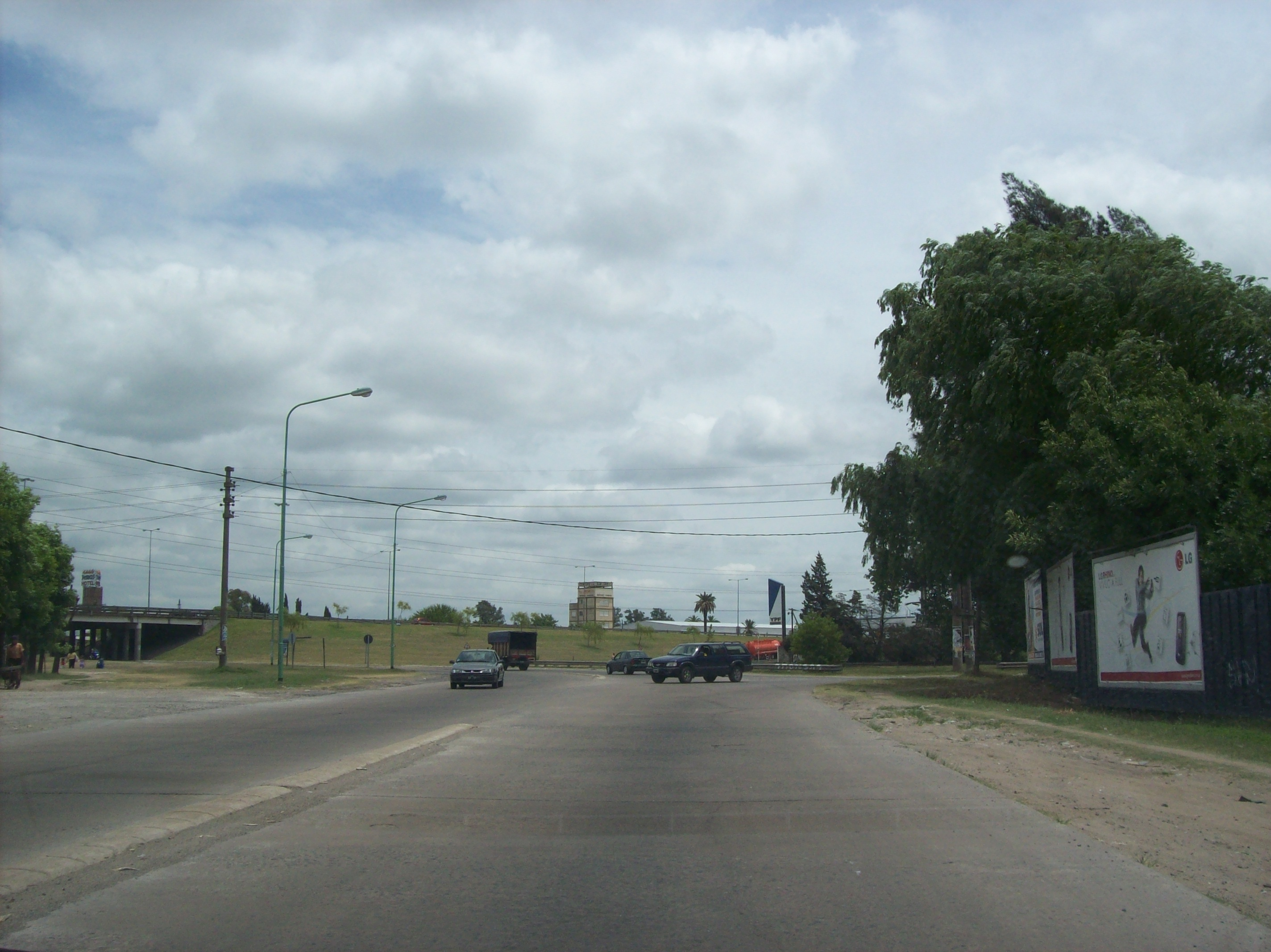
Ruta Nacional 9 desde la Ruta Provincial 9 (Avenida de los Constituyentes) en Benavídez.

En el Gran Buenos Aires, antes de la finalización del Acceso Norte, la RN 9 pasaba por las actuales avenidas Boulogne Sur Mer, Presidente Sarmiento y De los Constituyentes en el partido de Tigre. Este tramo de 15 km desde Don Torcuato y el límite entre Benavídez y Garín dejó de ser nacional mediante el decreto nacional mencionado más arriba. Actualmente esta es la Ruta Provincial 9.

#### Límite Provincia de Buenos Aires - Provincia de Santa Fe
Entre San Nicolás de los Arroyos (provincia de Buenos Aires) y Rosario (provincia de Santa Fe) la ruta discurría más cerca del Río Paraná, al noreste de las vías del Ferrocarril General Bartolomé Mitre. Luego de la construcción de la autopista San Nicolás de los Arroyos - Rosario al sudoeste de dichas vías a fines de la década de 1970, esta ruta pasó a jurisdicción provincial mediante el decreto mencionado en el párrafo anterior. Los tramos transferidos fueron 16,5 km en la provincia de Buenos Aires (actual Ruta Provincial secundaria 098-06, también conocida como Acceso Presidente Illia) y 68,8 km en la provincia de Santa Fe (actualmente  RP 21 ).

#### Límite Provincia de Tucumán - Provincia de Salta

Cambio de traza en la provincia de Salta.

En la provincia de Salta, a 1 km al norte del límite Salta-Tucumán, la ruta giraba hacia el oeste y luego hacia el norte, formando un camino de montaña de 104 km consolidados hasta la localidad de La Viña. Este tramo fue transferido a la provincia de Salta, cambiando su denominación por Ruta Provincial 6. Entre dicha población y la ciudad de Salta la ruta se extendía por 79 km. Este tramo continuó en jurisdicción nacional, con la nueva denominación Ruta Nacional 68.
En 2007 la Ruta Provincial 6 sigue sin pavimentar y en algunos tramos es casi intransitable.
El 30 de octubre de 1980 la Dirección Nacional de Vialidad y su par provincial firmaron un convenio por el que la Ruta Nacional 9 dentro de la ciudad de Salta entre el puente sobre el río Arenales y la calle Vidt pasaba a jurisdicción provincial. Este convenio fue ratificado el año siguiente por ley provincial de facto.
Se puede apreciar la vieja traza en color verde y la traza actual en color rojo.

## Distancias y ciudades
La siguiente tabla muestra las distancias atravesadas por la Ruta Nacional 9 en cada provincia, y algunas ciudades por las que pasa.
| Provincia                       | Desde       | Hasta   | Longitud | Pasa por                                                                                             |
| ------------------------------- | ----------- | ------- | -------- | --- |
| Ciudad Autónoma de Buenos Aires | kilómetro 0 | km 12   | 12 km    | Avenida General Paz únicamente en el barrio de Saavedra                                              |
| Buenos Aires                    | km 12       | km 237  | 225 km   | Área metropolitana de Buenos Aires, Campana, Zárate, Baradero, San Pedro, San Nicolás de los Arroyos |
| Santa Fe                        | km 237      | km 419  | 182 km   | Villa Constitución, Rosario, Carcarañá, Cañada de Gómez                                              |
| Córdoba                         | km 419      | km 910  | 491 km   | Marcos Juárez, Bell Ville, Villa María, Córdoba                                                      |
| Santiago del Estero             | km 910      | km 1223 | 313 km   | Santiago del Estero, Termas de Río Hondo                                                             |
| Tucumán                         | km 1223     | km 1371 | 148 km   | San Miguel de Tucumán, Las Talitas                                                                   |
| Salta                           | km 1371     | km 1648 | 277 km   | Rosario de la Frontera, San José de Metán, General Güemes, Salta                                     |
| Jujuy                           | km 1648     | km 1979 | 331 km   | San Salvador de Jujuy, Humahuaca, La Quiaca                                                          |

## Ciudades
A continuación se describen las zonas donde discurre esta ruta de sudeste a noroeste. Luego de la descripción de cada provincia se enumeran las ciudades de más de 5.000 habitantes de acuerdo a los partidos (en la Provincia de Buenos Aires) o departamentos (en las otras provincias) que se encuentran.

### Provincia de Buenos Aires

Altura de la Ruta Nacional 9 sobre el nivel del mar al sur del límite entre las provincias de Córdoba y Santiago del Estero.

La Ruta Nacional 9 comienza como autopista, con el nombre de Acceso Norte, atravesando el norte del Gran Buenos Aires. El área urbanizada se extiende por más de 40 km hasta la ciudad de Belén de Escobar inclusive, en el km 52.
Esta autopista permitió la instalación de casas para uso durante el fin de semana en la periferia del Gran Buenos Aires. Para mayor seguridad, en la década de 1990 surgieron gran cantidad de barrios cerrados y countries en las cercanías de esta autopista. Estos son predios con cercas o alambrado perimetral y calles internas para el acceso a las viviendas. Los últimos tienen además instalaciones para la práctica de diversos deportes, como tenis, fútbol, golf, etc. Estos emprendimientos inmobiliarios cambiaron el uso de la tierra que anteriormente se utilizaba para agricultura y ganadería.
Ya en el interior de la provincia, la autopista Buenos Aires - Rosario pasa por varios predios industriales, debido a la cercanía de puertos sobre el Río Paraná que corre paralelo a la ruta. El camino discurre por la Pampa ondulada, sorteando gran cantidad de ríos y arroyos.
Región Metropolitana de Buenos Aires e Interior de la Provincia
Recorrido: 225 km (km 12 a km 237)

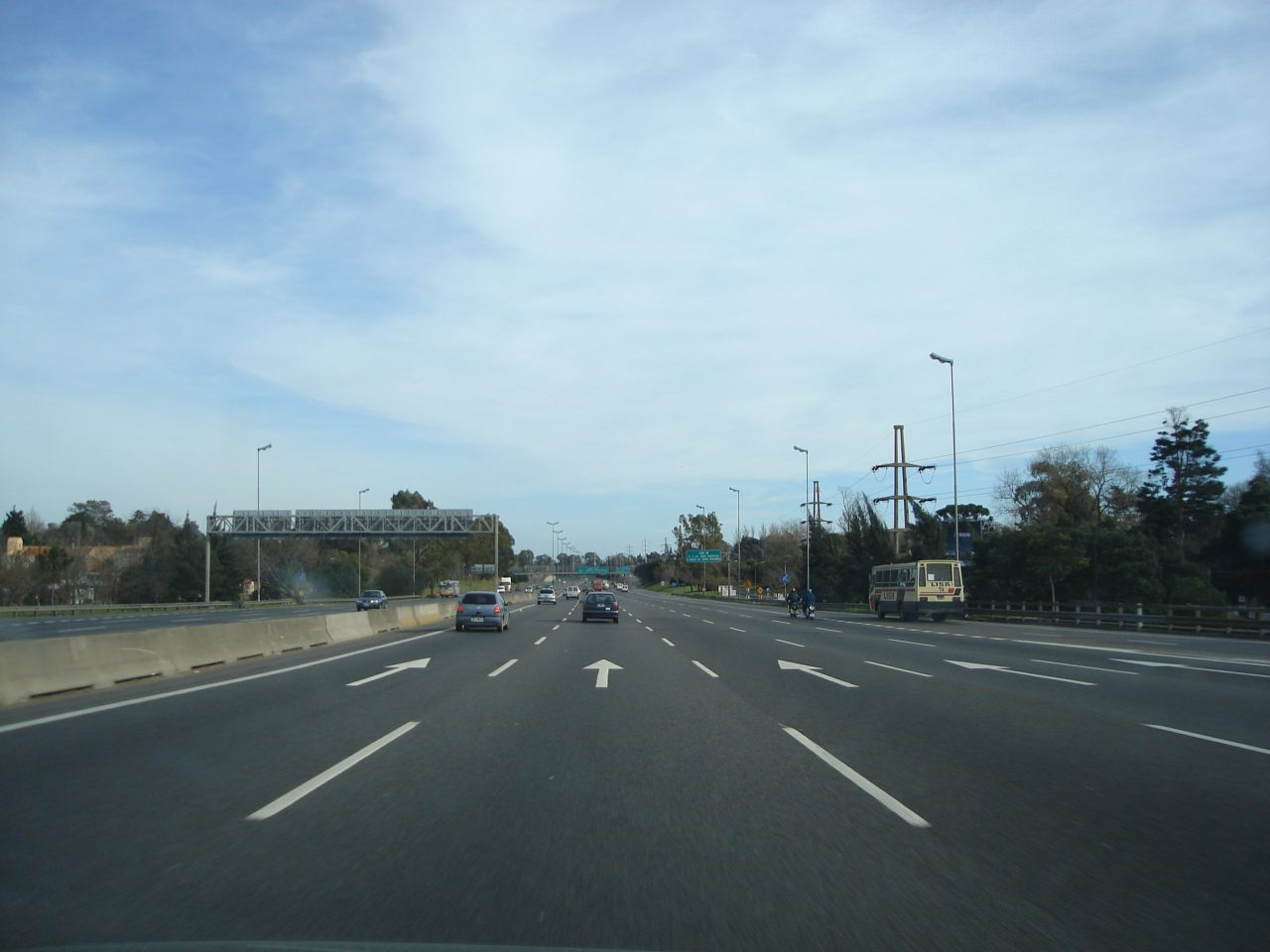
La Ruta Nacional 9 a su paso por el partido de San Isidro.

- Partido de Vicente López (km 12-17) : Villa Martelli, Florida, Florida Oeste, Munro y Olivos
- Partido de San Isidro (17-22.5) : Martínez, Villa Adelina y Boulogne
- Partido de General San Martín (22.5-24): José León Suárez
- Partido de San Fernando (24-24.5) : Victoria
- Partido de Tigre (24.5-33) : Don Torcuato, El Talar y Benavídez.
- Límite entre los partidos de Tigre y Malvinas Argentinas (33-36): Área de Promoción El Triángulo, Ricardo Rojas y General Pacheco.
- Partido de Escobar (36-60) : Garín, Ingeniero Maschwitz y Belén de Escobar
- Partido de Campana (60-81.5) : Lomas del Río Luján, Ingeniero Otamendi y Campana (km 75)
- Partido de Zárate: (81.5-110) acceso a Zárate (km 88) y acceso a Lima (km 100)
- Partido de Baradero (110-148) : acceso a Baradero por Ruta Provincial 41 (km 141)
- Partido de San Pedro (148-184.5) : acceso a San Pedro (km 162)
- Partido de Ramallo (184.5-223) : acceso a Ramallo por Ruta Provincial 51 (km 205)
- Partido de San Nicolás (223-237) : acceso a San Nicolás de los Arroyos por Ruta Nacional 188 (km 227) y al centro de San Nicolás de los Arroyos con determinados y graves errores de diseño del cruce La Emilia (km 231).

### Provincia de Santa Fe

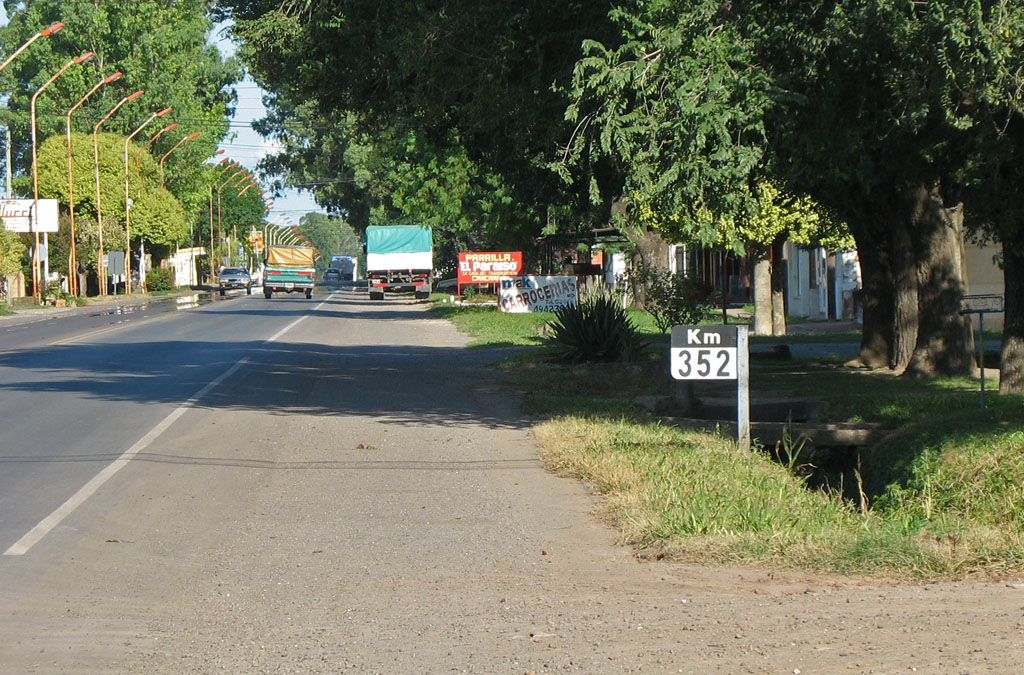
Ruta Nacional 9 en su paso por la ciudad de Carcarañá.

En todo el territorio provincial el camino se encuentra dentro de la región geográfica denominada llanura pampeana. En Rosario el camino se aleja del Río Paraná y discurre por terrenos llanos dedicados a la agricultura, que poseen una leve pendiente con alturas crecientes hacia el Oeste.
Recorrido: 182 km (km 237 a km 419)
- Departamento Constitución (237-253) : acceso a Villa Constitución por Ruta Provincial 90 (km 246)
- Departamento Rosario (253-310.5) : acceso a Arroyo Seco por ruta provincial 18 (km 265), acceso a Pueblo Esther por Ruta Nacional A012 (km 278), circunvalación a la ciudad de Rosario por Ruta Nacional A008 (km 298-309) y Funes (km 329)
- Departamento San Lorenzo (310.5-341.5) : Roldán (km 338) y Carcarañá (km 362)
- Departamento Iriondo (341.5-375.5) : Correa (km 370) y Cañada de Gómez (km 387)
- Departamento Belgrano (375.5-419) : Armstrong (km 406), Tortugas (km 419)

### Provincia de Córdoba
El camino recorre la región geográfica conocida como Pampa Alta, con terrenos llanos y aptos para la agricultura hasta la Ciudad de Córdoba. Aquí la carretera ingresa a las Sierras Pampeanas. Al norte de dicha ciudad la ruta se encuentra en las estribaciones orientales de diversos sistemas serranos.
Recorrido: 491 km (km 419 a km 910)
- Departamento Marcos Juárez (419-487) : General Roca (km 424); Marcos Juárez (km 445)
- Departamento Unión: (487-555.5) Bell Ville (km 502)
- Departamento General San Martín (555.5-588.5) : Villa María (km 558)
- Departamento Tercero Arriba (588.5-630.5) : Oliva (km 611)
- Departamento Río Segundo (630.5-685) : Oncativo (km 628), Laguna Larga (km 647), Pilar (km 660) y Río Segundo (km 665)
- Departamento Santa María (686.5-700) : Toledo (km 679)
- Departamento Capital (700-723) : circunvalación a la ciudad de Córdoba (km 702-710)
- Departamento Colón (723-753) : Jesús María (km 751)
- Departamento Totoral (753-817.5) : Villa del Totoral (km 784)
- Departamento Tulumba (817.5-854.5) : no hay localidades con más de 5000 hab.
- Departamento Río Seco (854.5-910) : no hay localidades con más de 5000 hab., pero la ruta pasa por la cabecera Villa de María (km 880)

### Provincia de Santiago del Estero

Altura de la Ruta Nacional 9 sobre el nivel del mar en las provincias de Santiago del Estero, Tucumán y Salta.

Luego de bordear la Sierra de Sumampa y atravesar la Sierra de Ambargasta, el camino pasa por las cercanías de las Salinas de Ambargasta, ingresando en la región geográfica denominada Chaco Austral. Casi en el límite con la Provincia de Tucumán, la ruta pasa por las cercanías del Embalse de río Hondo, espejo de agua que se encuentra en las provincias de Santiago del Estero y Tucumán, utilizado para la generación de electricidad. En esta zona se encuentran afloramientos termales, que se aprovechan en la ciudad de Termas de Río Hondo.
Recorrido: 313 km (km 910 a km 1223)
- Departamento Ojo de Agua: Villa Ojo de Agua (km 925)
- Departamento Atamisqui: no hay localidades con más de 5000 hab.
- Departamento Loreto: Villa San Martín (km 1074)
- Departamento Silípica: no hay localidades con más de 5000 hab., pero la ruta pasa por la cabecera Árraga (km 1106)
- Departamento Juan Francisco Borges: Santiago del Estero (km 1147)
- Departamento Río Hondo: Termas de Río Hondo (km 1205)

### Provincia de Tucumán

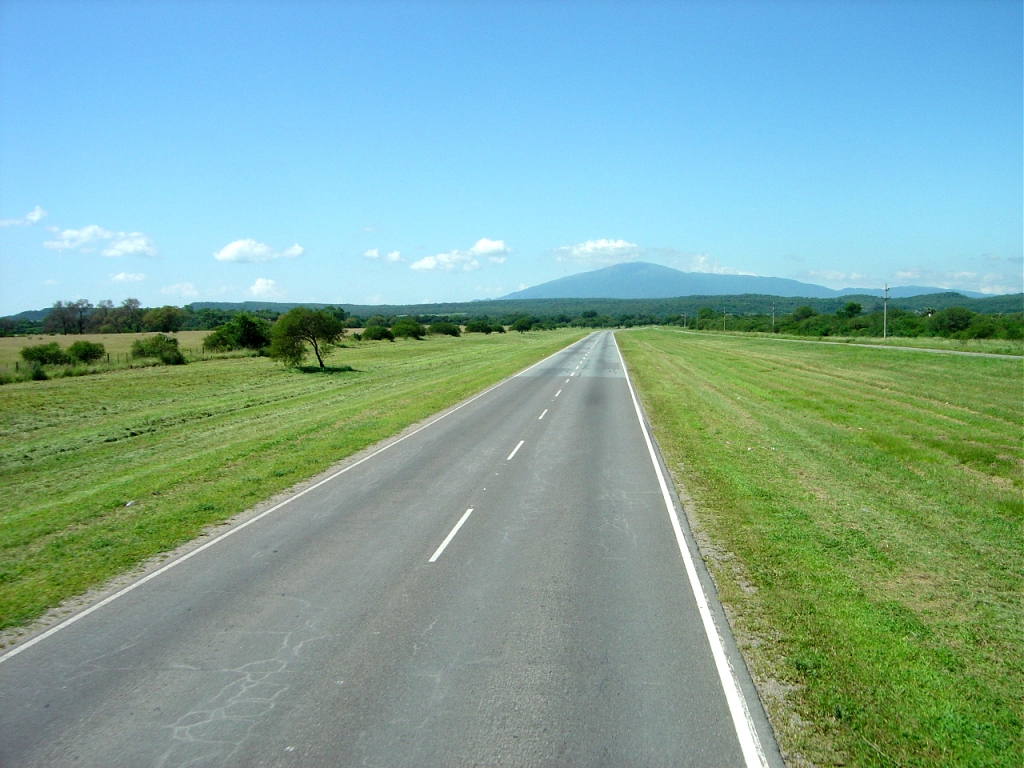
Ruta 9: Vista a su paso por el departamento Trancas, Tucumán.

Al sur de San Miguel de Tucumán, el camino atraviesa terrenos llanos. Al norte de la capital provincial, la ruta ingresa en la región geográfica denominada Noroeste argentino, en el valle que forma el Río Salí, con sierras tanto al este como al oeste.
Recorrido: 148 km (km 1223 a km 1371).
- Departamento Leales: no hay localidades con más de 5000 hab.
- Departamento Cruz Alta: Banda del Río Salí (km 1285)
- Departamento Capital: San Miguel de Tucumán (km 1291)
- Departamento Tafí Viejo: Las Talitas (km 1300), Tafí Viejo (km 1305)
- Departamento Trancas: no hay localidades con más de 5000 hab., pero la ruta pasa por la cabecera Trancas (km 1362)

### Provincia de Salta
El camino se encuentra en el pedemonte oriental de varios sistemas serranos, como la Sierra de Metán. Al norte de la capital provincial, la ruta se convierte en camino de montaña, con curvas cerradas y muy estrecho, rodeado de vegetación subtropical. En esta zona se encuentra el Abra de Santa Laura. Debido a esto la casi totalidad del tráfico entre las ciudades de Salta y San Salvador de Jujuy se realiza por la Ruta Nacional 34, con un recorrido más largo, pero más seguro.
Recorrido: 277 km (km 1371 a km 1648)
- Departamento Candelaria: No hay localidades con más de 5000 habitantes.
- Departamento Rosario de la Frontera: Rosario de la Frontera (km 1423). En este punto se inicia la superposición con la Ruta Nacional 34.
- Departamento Metán: San José de Metán (km 1460).
- Departamento General Güemes: No hay localidades con más de 5000 habitantes.
- Departamento Capital: No hay localidades con más de 5000 habitantes.
- Departamento General Güemes: Acceso a General Güemes por Ruta Nacional 34 (km 1555).
- Departamento La Caldera: No hay localidades con más de 5000 habitantes.
- Departamento Capital: Salta (km 1594-1602).
- Departamento La Caldera: No hay localidades con más de 5000 habitantes, pero la ruta pasa por el costado de la cabecera La Caldera (km 1623).

### Provincia de Jujuy

Altura de la Ruta Nacional 9 sobre el nivel del mar en la Provincia de Jujuy.

El camino de montaña que comienza en el norte de la provincia de Salta, se extiende hasta el Embalse Las Maderas en el Departamento El Carmen, espejo de agua que aporta el 90% del agua de riego de la provincia obtenida mediante embalses.
Al oeste de la capital provincial, se encuentran afloramientos termales, las Termas de Reyes, que se encuentran a pocos km de esta carretera.
A partir de San Salvador de Jujuy, el camino comienza a ganar altura, pasando por la Quebrada de Humahuaca, que fue declarada Patrimonio de la Humanidad por la Unesco. De esta manera el camino ingresa en la Puna, una región muy seca y de gran altitud (más de 3.000 m s. n. m.). La carretera atraviesa la localidad Abra Pampa, declarada Capital de la Puna por Ley Provincial 3035 el 30 de agosto de 1973, nudo carretero en el que convergen los diferentes caminos de ripio que atraviesan esta región. Desde aquí se puede acceder al Monumento Natural Laguna de los Pozuelos.
La ruta termina en la ciudad de La Quiaca, donde se encuentra el único paso fronterizo habilitado en la provincia de Jujuy hacia la vecina República de Bolivia, el Puente internacional Horacio Guzmán.
Recorrido: 331 km (km 1648 a km 1979)

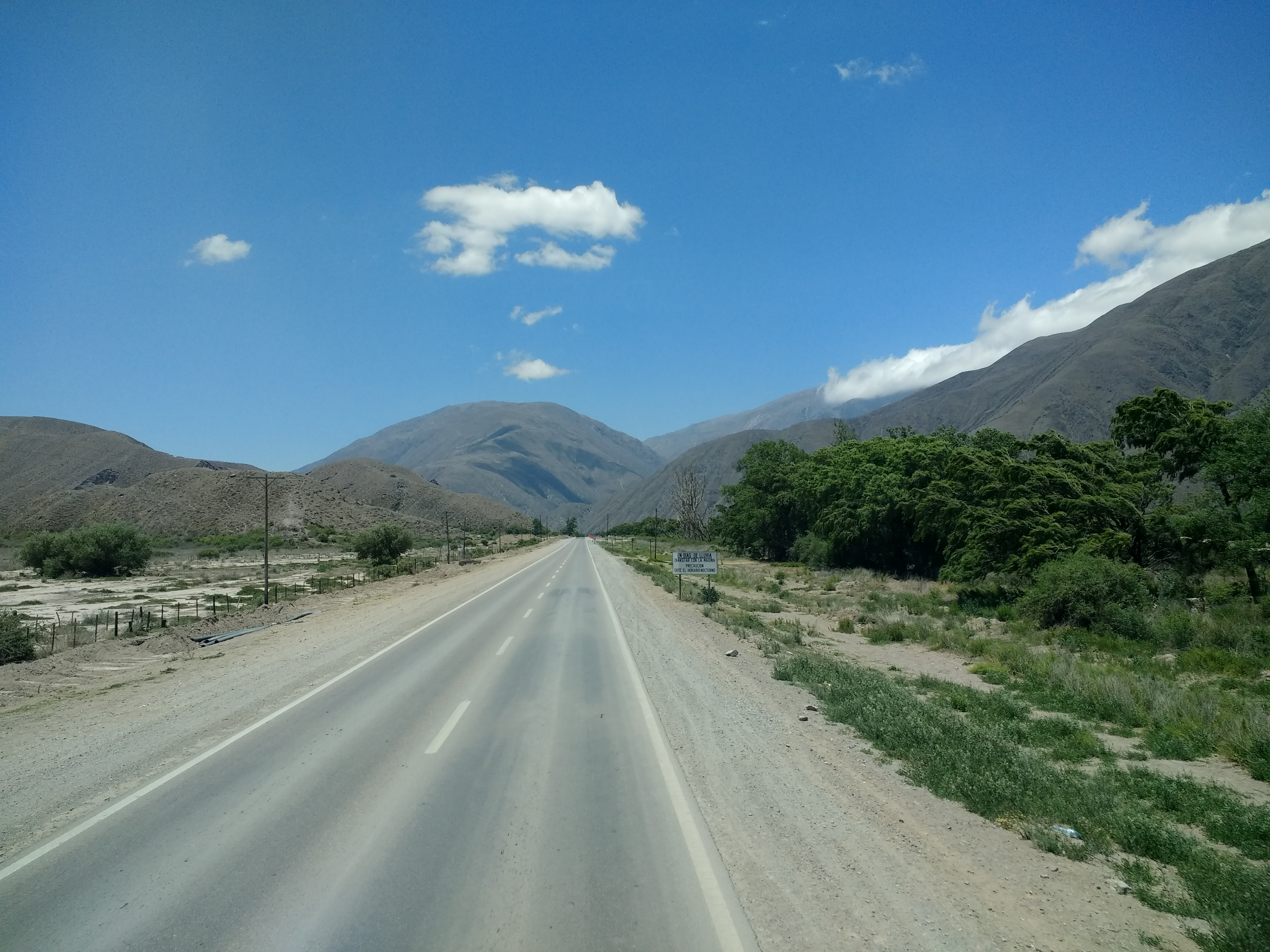
La ruta en la provincia de Jujuy

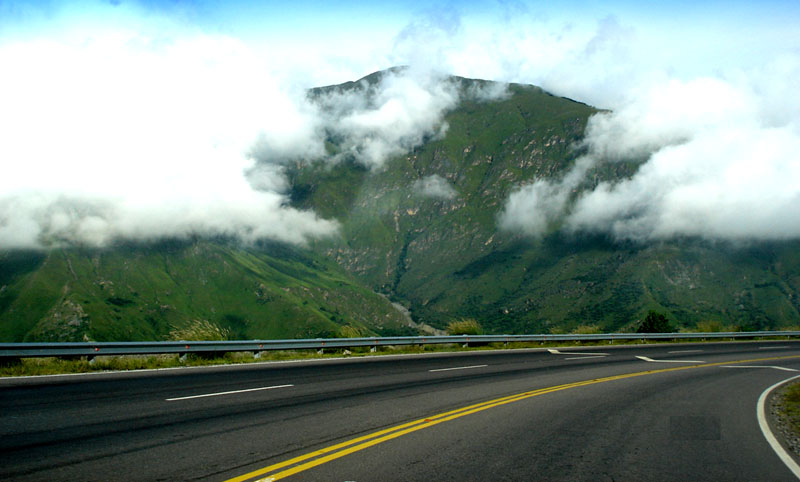
El camino en la Quebrada de Humahuaca hacia el sur, con dos carriles en el sentido ascendente, entre Volcán y León.

- Departamento El Carmen: El Carmen (km 1666)
- Departamento San Antonio: no hay localidades con más de 5000 hab.
- Departamento Doctor Manuel Belgrano: San Salvador de Jujuy (km 1687)
- Departamento Tumbaya: no hay localidades con más de 5000 hab., pero la ruta pasa por la cabecera Tumbaya (km 1737)
- Departamento Tilcara: Tilcara (km 1772)
- Departamento Humahuaca: Humahuaca (km 1814)
- Departamento Cochinoca: Abra Pampa (km 1904)
- Departamento Yavi: La Quiaca (km 1976-1979)

## Recorrido
|  |  | RM |

|  |  | RM |

| RMCONTgq | RMq | RMIcu | RMq |

|  |  | RM |

| BAHN |  | RMu + RGq |  |

|  | exSTRq | RMIdu | exCONTfq |

|  | exSTRq | MWKRZu | exSTRq |

|  | exSTRq | RMIdu | exCONTfq |

|  | exCONTgq | MWKRZu | exSTRq |

|  | exSTRq | RMIdo | exCONTfq |

|  | exSTRq | RMIdo | exCONTfq |

|  | exCONTgq | RMIdo | exSTRq |

|  |  | MWPETl |

|  |  | MWPETr |

|  | exSTRq | MWKRZo | exSTRq |

|  | exSTR+r | RM |  |

|  | exABZql | RMIdo | exSTRq |

|  | exSTRq | MWKRZu | exSTRq |

| RMCONTgq | RMq | RMIcu | RMq |

| RMCONTgq | RMq | RMIhoeq |  |

|  | exSTRq | RMIaboe | exSTRq |

|  | exSTRq | RMIdu | exSTRq |

|  | exSTRq | RMIdu | exSTRq |

|  | exABZq+lr | RMIaboa | exSTRq |

|  | exABZql | RMIaboe | RMq |

| BAHN |  | RGuq + RM |  |

|  | WASSERq | RMoW2 | WASSERq |

|  | exSTRq | RMIdo | exSTRq |

|  | exSTRq | MWKRZu | exSTRq |

|  |  | RM |

|  | WASSERq | RMoW2 | WASSERq |

|  | exSTRq | RMIdo | exSTRq |

|  |  | RMIhoaq | RMq |

|  | WASSERq | RMoW2 | WASSERq |

|  |  | RM + lZOLL |

|  | exSTRq | RMIdo |  |

|  | WASSERq | RMoW2 | WASSERq |

|  |  | MWPETl |

|  |  | MWPETr |

| BAHN |  | RGuq + RM |  |

|  | exSTRq | RMIfo2 |  |

|  | exSTRq | RMIdo | exSTRq |

|  | exSTRq | RMIdo |  |

|  | WASSERq | RMoW2 | WASSERq |

|  | exSTRq | RMIdo |  |

|  |  | RM |

|  |  | RMIdo | exSTRq |

|  | WASSERq | RMoW2 | WASSERq |

|  |  | RM |

|  | exSTR+r | RM |  |

|  | exABZql | RMIco | RMq |

|  | exSTRq | RMIfo2 | exSTRq |

|  |  | RM |

|  | WASSERq | RMoW2 | WASSERq |

|  |  | RMIdo | exSTRq |

|  |  | RM |

|  |  | MWPETr |

|  |  | MWPETl |

|  | exSTRq | RMIdo |  |

|  | exSTRq | RMIdo | exSTRq |

| RMCONTgq | RMq | RMIcu | RMq |

|  | WASSERq | RMoW2 | WASSERq |

|  |  | RM |

| RMCONTgq | RMq | RMIcu | RMq |

|  |  | RGuq + RM |

|  | exSTRq | RMIdu | exSTRq |

|  |  | MWNODEr | exSTRq |

|  |  | RM |

|  |  | MWPETr |

|  |  | RM + lZOLL |

|  | exSTRq | RMIdu |  |

|  |  | RM |

|  | WASSERq | RMoW2 | WASSERq |

|  |  | RM |

|  | WASSERq | RMoW2 | WASSERq |

|  |  | RM |

|  | WASSERq | RMoW2 | WASSERq |

|  | exSTRq | RMIdu |  |

|  |  | RM |

|  | exSTRq | RMIdu | exSTRq |

|  | WASSERq | RMoW2 | WASSERq |

|  | WASSERq | RMoW2 | WASSERq |

|  | exSTRq | RMIdu |  |

|  |  | MWPETr |

|  |  | RM |

|  | exSTRq | RMIdo | exSTRq |

|  |  | RM |

|  | WASSERq | RMoW2 | WASSERq |

|  | exSTRq | RMIdu |  |

|  |  | RM |

|  | exSTRq | RMIdu |  |

|  | WASSERq | RMoW2 | WASSERq |

|  | WASSERq | RMoW2 | WASSERq |

|  | exSTRq | RMIdu | exSTRq |

|  | exSTRq | MWNODEl |  |

|  | WASSERq | RMoW2 | WASSERq |

|  |  | MWPETl |

|  |  | RM |

|  | exSTRq | RMIdu |  |

|  | WASSERq | RMoW2 | WASSERq |

| FLUG | exSTRq | MWNODEl |  |

|  |  | RGuq + RM |

|  | exSTRq | RMIabue | exSTRq |

|  | exSTRq | RMIdu | exSTRq |

|  |  | RM |

|  | GRZq | RM + GRZq | GRZq |

|  |  | RM |

|  | exSTRq | RMIdu | exSTRq |

|  |  | RM |

|  | exSTRq | RMIdu | exSTRq |

| BAHN |  | RGuq + RM |  |

|  | exSTRq | RMIdu |  |

|  | WASSERq | RMoW2 | WASSERq |

|  | exSTRq | RMIdu | exSTRq |

|  | exSTRq | RMIdu | exSTRq |

|  | WASSERq | RMoW2 | WASSERq |

|  |  | MWPETl |

|  |  | MWPETr |

|  |  | RM + lZOLL |

|  | exSTRq | RMIdu |  |

|  | WASSERq | RMoW2 | WASSERq |

|  | exSTRq | RMIdu | exSTRq |

|  | exSTRq | RMIabue | exSTRq |

| FLUG | exABZq+l | RMIaboa |  |

| BAHN | exSKRZ-G+eBUE | RGuq + RM |  |

|  | exABZql | RMIaboe |  |

|  | WASSERq | RMoW2 | WASSERq |

| RMCONTgq | RMq | RMIcu | RMq |

|  | exSTRq | RMIdu | exSTRq |

| BAHN |  | RGuq + RM |  |

|  | exSTRq | RMIdu | exSTRq |

| BAHN |  | SKRZ-Muq |  |

|  | STRq | RMIdo | STRq |

|  | STRq | RMIdo | STRq |

| BAHN |  | SKRZ-Muq |  |

| MWNODEa | RMq | RMIco | RMq |

| WBRÜCKE1 | WASSERq | RMoW2 | WASSERq |

| KRZ | STRq | RMIfu1 | STRq |

| STR |  | RM |  |

| KRZlr+lr | STRq | RMIco | STRq |

| STR |  | RM |  |

| KRZ | STRq | RMIdu |  |

| STR |  | RM |  |

| TEEaq | STRq | RMIdu | STRq |

| STR |  | GRENZE |  |

| WBRÜCKE1 | WASSERq | RMoW2 | WASSERq |

| TEEaq | STRq | RMIdu |  |

| STR |  | RM |  |

| KRZlr+lr | STRq | RMIfu1 |  |

| STR |  | SKRZ-Muq |  |

| TEEaq | STRq | RMIdu |  |

| STR |  | RM |  |

| STR |  | exSKRZ-G+eBUE |  |

| WBRÜCKE1 | WASSERq | RMoW2 | WASSERq |

| TBHF | STRq | RMIdu | STRq |

| STR |  | RM |  |

| ABZgl+l | STRq | RMIdu | STRq |

| STR |  | RM |  |

| TEEaq | STRq | RMIdu |  |

| STR |  | RM |  |

| STR+GRZq | GRZq | RM + GRZq | GRZq |

| WBRÜCKE1 | WASSERq | RMoW2 | WASSERq |

| STR |  | RM |  |

| STR |  | RM |  |

| STRl | STR+r | SKRZ-Muq | BAHN |

|  | RMIco | RMr |  |

|  | ABZgl | STR+r |  |

|  | RMIdu | KRZ | STRq |

|  | RM | STR |  |

|  | RMIdu | TBHF | STRq |

| STRq | RMIdu | TEEeq |  |

|  | RM | STR |  |

|  | MWPETl | STR |  |

|  | MWPETr | STR |  |

|  | RMIdu | TBHF | STRq |

| STRq | RMIdu | TEEeq |  |

|  | RM | STR |  |

|  | RMIdu | KRZ | STRq |

|  | RM | STR |  |

|  | RMIdu | KRZ | STRq |

|  | RM | STR |  |

|  | RMIdu | KRZ | STRq |

|  | RM | STR |  |

| WASSERq | RMoW2 | WBRÜCKE1 | WASSERq |

|  | RMIdu | KRZ | STRq |

| STRq | RMIdu | TEEeq |  |

|  | RM | STR |  |

|  | RMIdu | KRZ | STRq |

|  | RM | STR |  |

|  | RMIdu | TEEeq |  |

|  | RM | STR |  |

|  | RM | TEEaq | STRq |

| STRq | RMIaboa | TEEeq |  |

| BAHN | SKRZ-Go | SKRZ-GBUE |  |

|  | STR | STR |  |

|  | RMIdu | KRZ | STRq |

|  | STR | STR |  |

|  | SKRZ-Go | STR |  |

| STRq | RMIaboe | TBHF | STRq |

|  | RM | STR |  |

|  | GRENZE | STR |  |

| STRq | KRZlr+lr | TEEeq |  |

| BAHN | SKRZ-Go | SKRZ-GBUE |  |

|  | RM | STR |  |

|  | RMIdu | TEEeq |  |

|  | RM | STR |  |

|  | RMIdu | KRZ | STRq |

|  | RM | STR |  |

|  | RMIdu | TEEeq |  |

|  | RM | STR |  |

|  | MWNODEr | ABZgr |  |

|  | SKRZ-Go | SKRZ-GBUE |  |

| STRq | RMIaboe | TEEeq |  |

| WASSERq | RMoW2 | WBRÜCKE1 | WASSERq |

|  | MWPETr | STR |  |

|  | RMIfu4 | TEEeq |  |

|  | RM | STR |  |

|  | RMIdu | KRZ | STRq |

|  | RMIdu | TEEeq |  |

|  | RM | STR |  |

|  | exSKRZ-G+eBUE | SKRZ-GBUE |  |

|  | RM | STR |  |

| RMq | RMItu3e | RMIdu | RMq |

|  | WASSERq | RMoW2 | WASSERq |

|  | RMq | RMIcu |  |

|  |  | SKRZ-Muq |

|  | STRq | RMIdu | STRq |

|  | STRq | RMIdu | STRq |

|  | STRq | RMIdu | STRq |

|  | RMq | RMIao | RMq |

|  | WASSERq | WBRÜCKE1 | WASSERq |

|  |  | STR |

|  |  | ABZg+l | STRq |

|  |  | GRENZE |

|  |  | STR |

|  | WASSERq | WBRÜCKE1 | WASSERq |

|  |  | TEEaq | STRq |

|  | WASSERq | WBRÜCKE1 | WASSERq |

|  |  | STR |

|  | WASSERq | WBRÜCKE1 | WASSERq |

|  |  | ABZgl+l | STRq |

|  |  | STR |

|  | STRq | KRZlr+lr | STRq |

|  |  | STR |

|  |  | SKRZ-GBUE |

|  |  | STR |

|  | STRq | KRZ | STRq |

|  | WASSERq | WBRÜCKE1 | WASSERq |

|  |  | STR |

|  | WASSERq | WBRÜCKE1 | WASSERq |

|  |  | STR |

|  |  | TEEaq | STRq |

|  |  | STR |

|  |  | TEEaq | STRq |

|  |  | STR |

|  | STRq | TEEeq |  |

|  |  | STR |

|  | GRZq | STR+GRZq | GRZq |

|  |  | STR |

|  |  | STR |

|  |  | SKRZ-GBUE |

|  |  | STR |

|  | WASSERq | WBRÜCKE1 | WASSERq |

|  |  | STR |

|  |  | ABZgl+l | STRq |

|  | STRq | TEEeq |  |

|  |  | STR |

|  |  | exSKRZ-G+eBUE |

|  |  | MWNODEr | STRq |

| FLUG | STRq | TEEeq |  |

|  |  | STR |

|  |  | TEEaq | STRq |

|  | WASSERq | WBRÜCKE1 | WASSERq |

|  | STRq | TEEeq |  |

| FLUG |  | TEEaq | STRq |

|  |  | STR |

|  |  | GRENZE |

|  |  | STR |

|  | GRZq | STR+GRZq | GRZq |

|  |  | STR |

|  | STRq | TEEeq |  |

|  |  | STR |

|  | WASSERq | WBRÜCKE1 | WASSERq |

|  |  | TEEaq | STRq |

|  | STRq | KRZlr+lr | STRq |

|  |  | STR |

|  |  | TEEaq | STRq |

|  |  | STR |

|  |  | ABZgl+l | STRq |

|  |  | STR |

|  |  | SKRZ-Go |

| BAHN |  | SKRZ-GBUE |  |

|  | STRq | MWNODEl |  |

|  | STRq | RMKRZ | STRq |

|  | WASSERq | RMoW2 | WASSERq |

|  | RMq | RMIcu | RMq |

|  | STRq | RMIdo | STRq |

| FLUG | STRq | RMIfo3 | STRq |

| BAHN |  | SKRZ-Muq |  |

|  | STRq | RMIdu | STRq |

|  | RMq | RMIco | RMq |

|  | STRq | RMIfu3 |  |

|  |  | RMIdu | STRq |

|  |  | RM |

|  | STRq | RMIdu |  |

|  |  | STR |

|  | WASSERq | WBRÜCKE1 | WASSERq |

|  |  | ABZgl+l | STRq |

|  | STRq | TEEeq |  |

|  | WASSERq | WBRÜCKE1 | WASSERq |

|  |  | STR |

|  | WASSERq | WBRÜCKE1 | WASSERq |

|  |  | STR |

|  | WASSERq | WBRÜCKE1 | WASSERq |

|  | WASSERq | WBRÜCKE1 | WASSERq |

|  | WASSERq | WBRÜCKE1 | WASSERq |

|  |  | GRENZE |

|  | WASSERq | WBRÜCKE1 | WASSERq |

|  | STRq | TEEeq |  |

|  | WASSERq | WBRÜCKE1 | WASSERq |

|  |  | STR |

|  | GRZq | STR+GRZq | GRZq |

|  |  | STR |

|  | STRq | KRZ | STRq |

|  |  | STR |

| FLUG | STRq | TBHF | STRq |

|  |  | SKRZ-GBUE |

|  | STRq | TEEeq |  |

| BAHN |  | SKRZ-Go |  |

|  | WASSERq | WBRÜCKE1 | WASSERq |

|  | WASSERq | WBRÜCKE1 | WASSERq |

|  | STRq | TEEeq |  |

|  |  | STR |

|  | WASSERq | WBRÜCKE1 | WASSERq |

|  | WASSERq | WBRÜCKE1 | WASSERq |

| FLUG | STRq | TEEeq |  |

|  | STRq | TEEeq |  |

|  | WASSERq | RMoW2 | WASSERq |

|  | WASSERq | RMoW2 | WASSERq |

|  | WASSERq | RMoW2 | WASSERq |

|  |  | RM |

|  | STRq | MWNODEl |  |

|  | WASSERq | RMoW2 | WASSERq |

|  |  | RM |

|  | WASSERq | RMoW2 | WASSERq |

|  | STRq | MWNODEl |  |

|  | WASSERq | RMoW2 | WASSERq |

|  |  | RM |

|  |  | MWNODEr | STRq |

|  | WASSERq | RMoW2 | WASSERq |

|  |  | RM |

|  |  | GRENZE |

|  | WASSERq | RMoW2 | WASSERq |

|  |  | RM |

|  | STRq | MWNODEl |  |

|  |  | RM |

| RM+l | RMq | RMIhueq |  |

| RM |  | RMIdu | STRq |

| RM | STRq | MWNODEl |  |

| RM |  | MWNODEr | STRq |

| RM | STRq | MWNODE | STRq |

| RM | STRq | MWNODEl |  |

| RM |  | MWPETl |  |

| RMl | RMq | RMIco |  |

|  | STRq | RMIdo | STRq |

|  | STRq | RMIdo | STRq |

|  |  | MWNODEr | STRq |

|  | WASSERq | WBRÜCKE1 | WASSERq |

|  | STRq | TEEeq |  |

|  |  | STR |

|  |  | TEEaq | STRq |

|  |  | STR |

|  | GRZq | STR+GRZq | GRZq |

|  |  | STR |

|  | WASSERq | WBRÜCKE1 | WASSERq |

|  | STRq | TEEeq |  |

|  |  | STR |

|  | WASSERq | WBRÜCKE1 | WASSERq |

|  | STRq | TEEeq |  |

|  | STRq | KRZ | STRq |

|  | STRq | TEEeq |  |

|  | STRq | TEEeq |  |

|  | WASSERq | WBRÜCKE1 | WASSERq |

|  | STRq | TEEeq |  |

|  |  | TEEaq | STRq |

|  | WASSERq | WBRÜCKE1 | WASSERq |

|  |  | ABZgl+l | STRq |

|  | WASSERq | WBRÜCKE1 | WASSERq |

|  | WASSERq | WBRÜCKE1 | WASSERq |

|  | RMq | RMIhueq |  |

|  | STRq | RMIdu |  |

|  | RMq | RMIhueq |  |

|  | STRq | RMIdo | STRq |

|  | WASSERq | RMoW2 | WASSERq |

|  | WASSERq | RMoW2 | WASSERq |

|  | STRq | RMIdo | STRq |

|  | WASSERq | RMoW2 | WASSERq |

|  |  | ABZgl+l | STRq |

|  | WASSERq | WBRÜCKE1 | WASSERq |

|  | WASSERq | WBRÜCKE1 | WASSERq |

|  |  | STR |

|  | WASSERq | WBRÜCKE1 | WASSERq |

|  |  | STR |

|  |  | ABZgl+l | STRq |

|  |  | STR |

|  | WASSERq | WBRÜCKE1 | WASSERq |

|  |  | SKRZ-GBUE |

|  | STRq | TEEeq |  |

|  |  | STR |

|  | WASSERq | WBRÜCKE1 | WASSERq |

|  |  | STR |

|  | WASSERq | WBRÜCKE1 | WASSERq |

|  |  | STR |

|  | WASSERq | WBRÜCKE1 | WASSERq |

|  |  | STR |

|  | STRq | TEEeq |  |

|  | WASSERq | WBRÜCKE1 | WASSERq |

|  | WASSERq | WBRÜCKE1 | WASSERq |

|  |  | STR |

|  | STRq | TEEeq |  |

|  |  | STR |

|  | WASSERq | WBRÜCKE1 | WASSERq |

|  | WASSERq | WBRÜCKE1 | WASSERq |

|  |  | SKRZ-GBUE |

|  | WASSERq | WBRÜCKE1 | WASSERq |

|  | WASSERq | WBRÜCKE1 | WASSERq |

|  | WASSERq | WBRÜCKE1 | WASSERq |

|  |  | SKRZ-GBUE |

|  |  | STR |

|  | WASSERq | WBRÜCKE1 | WASSERq |

|  | STRq | KRZ | STRq |

|  |  | STR |

|  | WASSERq | WBRÜCKE1 | WASSERq |

|  |  | STR |

|  |  | BHF |

|  |  | ABZgl+l | STRq |

|  | WASSERq | WBRÜCKE1 | WASSERq |

|  | WASSERq | WBRÜCKE1 | WASSERq |

|  |  | STR |

|  |  | HST |

|  |  | STR |

|  | STRq | TEEeq |  |

|  |  | TEEaq | STRq |

|  |  | STR |

|  |  | HST |

|  |  | STR |

|  | STRq | KRZ | STRq |

|  | STRq | KRZ | STRq |

|  |  | STR |

|  |  | STR |

|  | WASSERq | hSTRae+GRZq | WASSERq |

|  |  | STR |

|  |  | STR |

## Gestión

Gestión de la Ruta Nacional 9 en Argentina. Referencias: RAB: Red de Accesos a Buenos Aires, RAC = Red de Accesos a Córdoba, CV = Corredor Vial, M = Malla del sistema de contratos de recuperación y mantenimiento.

En 1990 se concesionaron con cobro de peaje las rutas más transitadas del país, dividiéndose éstas en Corredores Viales. Luego se agregó en 1993 la Red de Accesos a Buenos Aires y en 1997 la Red de Accesos a Córdoba.
Debido a la gran longitud de esta ruta, aparte de pertenecer a ambas redes de accesos mencionadas, también le corresponde varios corredores viales.
De esta manera, en 1990 la empresa Servicios Viales se hizo cargo de (entre otros) el Corredor Vial número 7, que incluye la Ruta 9 entre los km 73 y 278, desde el acceso a Puerto Campana (Buenos Aires) hasta el empalme con la Ruta Nacional A012 (Santa Fe), instalando estaciones de peaje en Zárate (km 94) y en General Lagos (km 272).
El mismo año, la empresa Covicentro se hizo cargo del Corredor Vial número 10, que comienza en la Ruta Nacional A012, en Santa Fe (km 327) y finaliza en la entrada a la ciudad de Pilar, en Córdoba (km 659), instalando cabinas de cobro de peaje en Carcarañá (km 357) y en James Craik (km 592). El contrato indicaba que la empresa debía construir una autopista entre la Autopista de Circunvalación de Rosario y Armstrong. Solo realizó la obra entre Rosario y Carcarañá.
El último corredor vial perteneciente a esta ruta, el número 12, resultó adjudicado a la empresa Concanor. Este corredor vial incluye la Ruta 9, desde la intersección con la Ruta Nacional 64 en la provincia de Santiago del Estero (km 1139) hasta el empalme entre las rutas nacionales 9 y 34 cerca de General Güemes, en Salta (km 1555). Los peajes se encuentran en La Florida (km 1225), Molle Yaco (km 1357) y Cabeza de Buey (km 1545).
En 1993 la empresa Autopistas del Sol ganó la licitación para el tramo correspondiente a la Ruta Nacional 9 dentro de la Red de Accesos de Buenos Aires, que corresponde desde la Avenida General Paz (km 12) hasta el acceso a Puerto Campana (km 73). De acuerdo al contrato, la empresa debía ampliar el Acceso Norte antes de poder comenzar a cobrar peaje, por lo que la concesionaria invirtió desde que comenzó su contrato (enero de 1994) hasta el inicio del cobro de peaje (agosto de 1996) la suma de $ 424.000.000. Como en el tramo concesionado la ruta es autopista, existen varias cabinas de peaje. El peaje troncal se encuentra en Ricardo Rojas (km 34).
En 1997 se creó la Red de Accesos a Córdoba. La empresa que ganó la licitación fue Caminos de las Sierras. El tramo concesionado se encuentra entre Pilar (km 659) y la autopista de circunvalación a Córdoba (Ruta Nacional A019) y entre esta autopista y Jesús María. Las cabinas de peaje se encuentran en Toledo y en las cercanías de Juárez Celman.
En 2003 se vencían los contratos de concesión, por lo que se modificó la numeración de los corredores viales y se llamó a nueva licitación.
El Corredor Vial número 3 está concesionado a la empresa Vial 3 y se extiende en el tramo km 73 al 278 de la autopista Buenos Aires - Rosario y en la autopista Rosario - Armstrong.
El Corredor Vial número 5 está concesionado a la empresa Vial 5 y se extiende por los tramos correspondientes a los antiguos Corredores Viales 10 y 12.

## Tránsito

### Velocidades máximas
De acuerdo a la Ley Nacional de Tránsito número 24.449, las velocidades máximas para automóviles y motocicletas es de 130 km/h en autopista, 120 km/h en tramos de autovía y 110 km/h en los tramos de mano y contramano, fuera de zonas urbanas. Las velocidades máximas para ómnibus es de 100 km/h en autopistas y 90 km/h o la máxima para automóviles, la que sea menor, en otro tipo de carreteras. En el caso de camiones es de 80 km/h o la máxima para automóviles, la que sea menor.
Durante las 24 horas del día los vehículos deben tener las luces bajas encendidas.

### Mediciones de tránsito

Tránsito medio diario anual de la Ruta Nacional 9 en el año 2001 al sur del límite entre las provincias de Córdoba y Santiago del Estero.

Tránsito medio diario anual de la Ruta Nacional 9 en el año 2001 al norte del límite entre las provincias de Córdoba y Santiago del Estero.

Para poder fijar prioridades para mejorar rutas o diseñar cruces con otros caminos, Vialidad Nacional ha dividido la red caminera nacional en 1200 tramos con tránsito uniforme, es decir, sin cruces de mucho ingreso o egreso de vehículos.
La ruta 9 está dividida en 16 tramos en la Provincia de Buenos Aires, 10 tramos en Santa Fe, 20 tramos en Córdoba, 9 tramos en Santiago del Estero, 13 tramos en Tucumán, 8 tramos en Salta y 9 en Jujuy.
En cada tramo se calcula el tránsito medio diario anual, que resulta de dividir la cantidad de vehículos que circulan por año por la cantidad de días que tenga dicho año (365 o 366).
Los gráficos muestran el tránsito medio diario anual correspondiente al año 2001. Las abscisas muestran la distancia al kilómetro cero ubicada frente al Congreso de la Nación Argentina en la Ciudad de Buenos Aires. Las ordenadas indican la cantidad de vehículos diarios, incluyendo tránsito liviano y pesado. El trazo no es continuo ya que no se muestran travesías urbanas.
La gran cantidad de vehículos diarios que circulan en las cercanías de la Ciudad de Buenos Aires se debe a que esta ruta es la única autopista radial de la zona norte del Gran Buenos Aires. Hasta la intersección con la Ruta Nacional 8 (acceso a Pilar), que también es autopista, el censo de 2001 indicaba más de 100.000 vehículos diarios. En esta zona la ruta tiene seis carriles por sentido de circulación entre la Avenida General Paz y el Camino de Cintura, y cinco, entre el dicho camino y la bifurcación del Acceso a Pilar.
En todos los tramos de la autopista Buenos Aires - Rosario el flujo vehicular es mayor que 10 000 por día, si bien solo hay dos carriles por sentido de circulación desde la ciudad de Zárate hasta Rosario.
En el tramo entre Rosario y Córdoba, si bien había varias decenas de km de autopista en 2001, el censo corresponde a la traza antigua de la ruta 9.
Al norte de la ciudad de Córdoba el tráfico decrece, ya que existe un camino alternativo entre Rosario y Santiago del Estero, la Ruta Nacional 34, cuyo recorrido es más corto que por la Ruta Nacional 9.
En el año 2001 todavía no se había terminado de pavimentar la Ruta Nacional 34 entre las localidades de Antilla y Rosario de la Frontera en Salta, por lo que el tráfico que accedía al noroeste argentino solo lo podía hacer a través de la Ruta Nacional 9.
En el límite de la Provincia de Salta con la Provincia de Jujuy la ruta pasa por el Abra de Santa Laura, donde el camino es montañoso y con un ancho de solo 4 metros, por lo que casi la totalidad del tráfico entre las ciudades capitales de ambas provincias circula por la Ruta Nacional 34. Solo 190 vehículos diarios transitaban por esta carretera entre La Caldera, en el norte de Salta, y El Carmen, en el sur de Jujuy.
En el año 2001 la Ruta Nacional 9 era de ripio al norte de Humahuaca, lo que limitaba el tránsito vehicular, llegando solo 273 vehículos diarios a La Quiaca.